# Pervomaiske, Crimeea
Pervomaiske (în ucraineană Первомайське) este așezarea de tip urban de reședință a raionului Pervomaiske din Republica Autonomă Crimeea, Ucraina. În afara localității principale, mai cuprinde și satele Makarivka și Pșenîcine.

## Demografie
Componența lingvistică a așezării de tip urban Pervomaiske
     Rusă (75,95%)
     Ucraineană (12,17%)
     Tătară crimeeană (9,48%)
     Alte limbi (0,22%)
Conform recensământului din 2001, majoritatea populației așezării de tip urban Pervomaiske era vorbitoare de rusă (75,95%), existând în minoritate și vorbitori de ucraineană (12,17%) și tătară crimeeană (9,48%).